# Козеняты
Козеня́ты (бел. Казяня́ты, пол. Kozinięta) — деревня в Сморгонском районе Гродненской области Белоруссии.
Входит в состав Жодишковского сельсовета.
Расположена в северной части района на правобережьи реки Вилия. Расстояние до районного центра Сморгонь по автодороге — 13,5 км, до центра сельсовета агрогородка Жодишки по прямой — чуть менее 6 км. Ближайшие населённые пункты — Гаравишки, Гориденяты, Расло.
Согласно переписи население деревни в 1999 году насчитывало 72 человека.
Через Козеняты проходит автомобильная дорога местного значения Н6130 Гориденяты — Расло — Жодишки — Завидиненты.
Через деревню проходят регулярные автобусные маршруты:
- Сморгонь — Лылойти
- Сморгонь — Нестанишки
- Сморгонь — Старая Рудня
- Сморгонь — Сыроватки

В двух километрах от Козенят, на берегу Вилии находится мемориальный камень немецкого штаба 1917 года.